# 72P/Denning-Fujikawa
72P/Denning-Fujikawa, komet Jupiterove obitelji, objekt blizu Zemlji. Prvi ga je uočio Denning. Sljedeći predviđeni put komet se nije pojavio sve dok ga nije pronašao Shigehisa Fujikawa 1978. godine. Od 29. prosinca 1978. do 17. lipnja 2014. bio je izgubljen. 17. lipnja 2014. godine ponovo ga je pronašao Hidetaka Sato.
Opetovanje neuspjelih viđenja kometa kad je bio u perihelu, čak i onda kad je bilo procijenjeno da bi mogao biti magnitude 8 ili, kao 1987. i 1996., aktivno ga se tražilo da bi se sugeriralo da je samo u pojedinim slučajevima aktivan. Ovo je rezultiralo time da ga se svrstalo u prijelazi komet (eng. transitional comet).

## Vanjske poveznice
- Orbital simulation s JPL-a (Java) (eng.) / Horizons Ephemeris (eng.)